# Mellicta corythallia
Mellicta corythallia är en fjärilsart som beskrevs av Jacob Hübner 1790. Mellicta corythallia ingår i släktet Mellicta och familjen praktfjärilar. Inga underarter finns listade i Catalogue of Life.